# Scelidacantha
Scelidacantha is een geslacht van vlinders van de familie spanners (Geometridae), uit de onderfamilie Larentiinae.

## Soorten
- S. narosa Druce, 1899
- S. triseriata Packard, 1874